# Nigel Guild
Nigel Charles Forbes Guild, CB, FREng,  FIET (* 9. Februar 1949 in Simon’s Town, Südafrika) ist ein ehemaliger britischer Seeoffizier der Royal Navy, der zuletzt als Konteradmiral (Rear-Admiral) zwischen 2000 und 2003 Dritter Seelord und Controller der Marine (Third Sea Lord and Controller of the Navy) sowie von 2003 bis 2009 Chefingenieur der Marine (Chief Naval Engineer Officer) und zugleich als Leitender Direktor und Verantwortlicher für die Schlagkraft der Trägerschiffe (Capability Director / Senior Responsible Owner (Carrier Strike)) war. In dieser Funktion hatte er die Gesamtverantwortung für die Konzeptentwicklung der neuen großen Flugzeugträger der Royal Navy, Queen Elizabeth und Prince of Wales, übernommen.

## Leben

### Ausbildung zum Seeoffizier und Ingenieurstudien

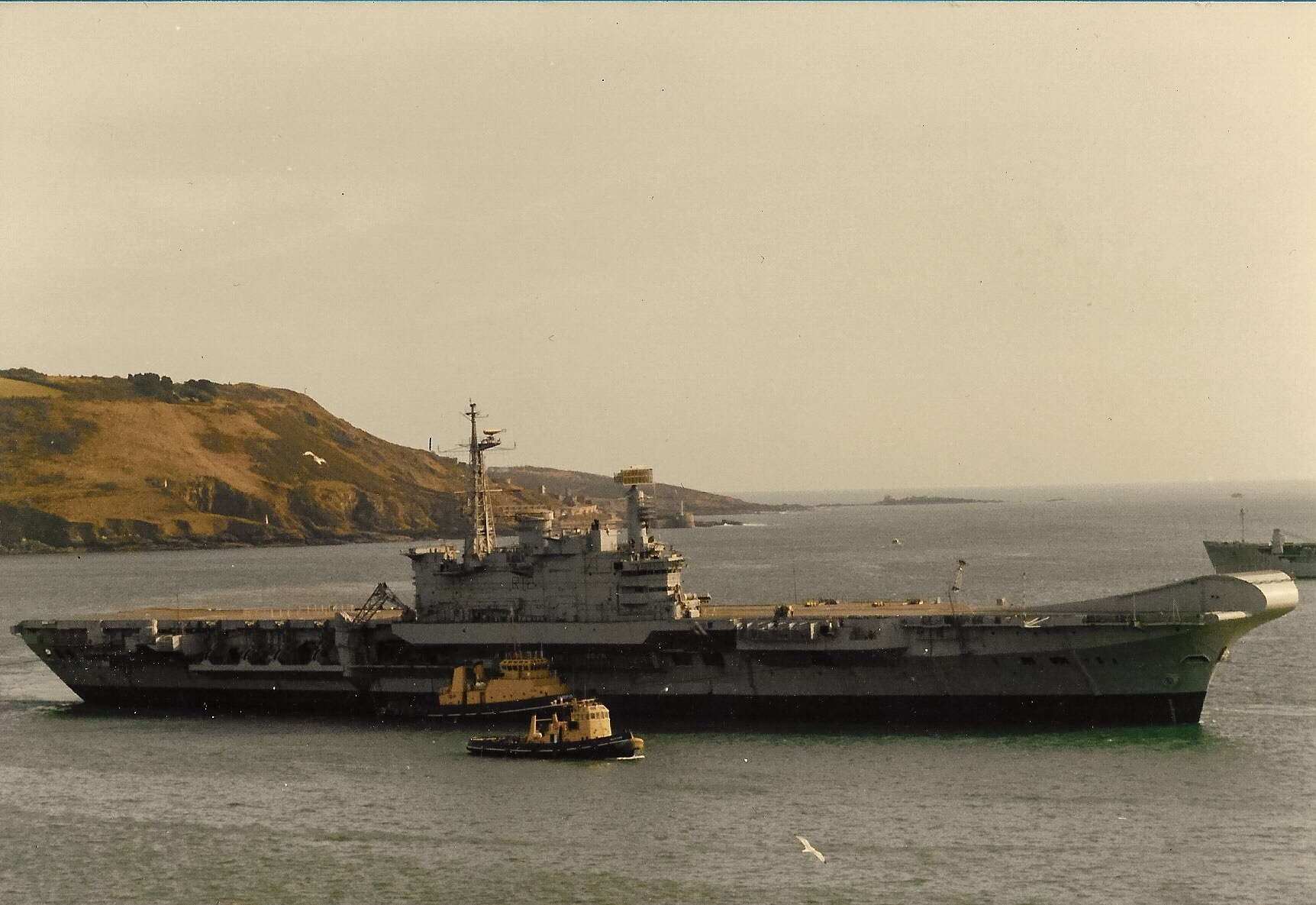
Nigel Guild war unter anderem Waffenabteilungsoffizier an Bord des britischen Flugzeugträgers Hermes.

Nigel Charles Forbes Guild wurde Simon’s Town, Südafrika geboren, wo sein Vater medizinischer Offizier der Marinebasis Simon’s Town Naval Base war. Später wuchs er in der Nähe des Royal Hospital Haslar in Gosport auf und besuchte dann die Bryanston School. Nach dem Schulabschluss 1966 trat er der Royal Navy (RN) bei und absolvierte eine Erstausbildung am Britannia Royal Naval College (BRNC) in Dartmouth. Seine erste Seeverwendung erfolgte auf dem amphibischen Landungsschiff Intrepid. Zu dieser Zeit absolvierten die meisten Ingenieuroffiziere der Royal Navy ihre Ausbildung am Royal Naval Engineering College in Manadon, einem Stadtteil von Plymouth, aber er gehörte einer ausgewählten Gruppe an, die ihr Studium der Maschinenbauwissenschaften am Trinity College der University of Cambridge absolvierten. Dort gehörte er zur Rudermannschaft und engagierte sich später als Vorsitzender und Präsident der Royal Navy Amateur Rowing Association. Nach der Universitätsausbildung mit einem Bachelor of Science (BSc) diente er in der Royal Navy an Bord des Flugzeugträgers Hermes als Waffenabteilungsoffizier und dann als Waffenversuchsoffizier, um Systeme in den damals neuen Fregatten des Typs 42, der sogenannten „Sheffield-Klasse“ in Betrieb zu nehmen.
Nach einem Kurzlehrgang am Burwalls-Zentrum für Weiterbildung (Burwalls Centre for Continuing Education) der University of Bristol begann er ein postgraduales Studium am Institut für Ingenieurmathematik der University of Bristol und schloss dieses mit einem Master of Science (MSc) mit einer Forschungsarbeit im Bereich Fuzzylogik ab. Aufgrund seiner herausragenden Arbeit schloss er dort mit einem Stipendium auch seine Promotion zum Doctor of Philosophy (Ph.D.) ab.

### Seeoffizier und Waffensystemoffizier

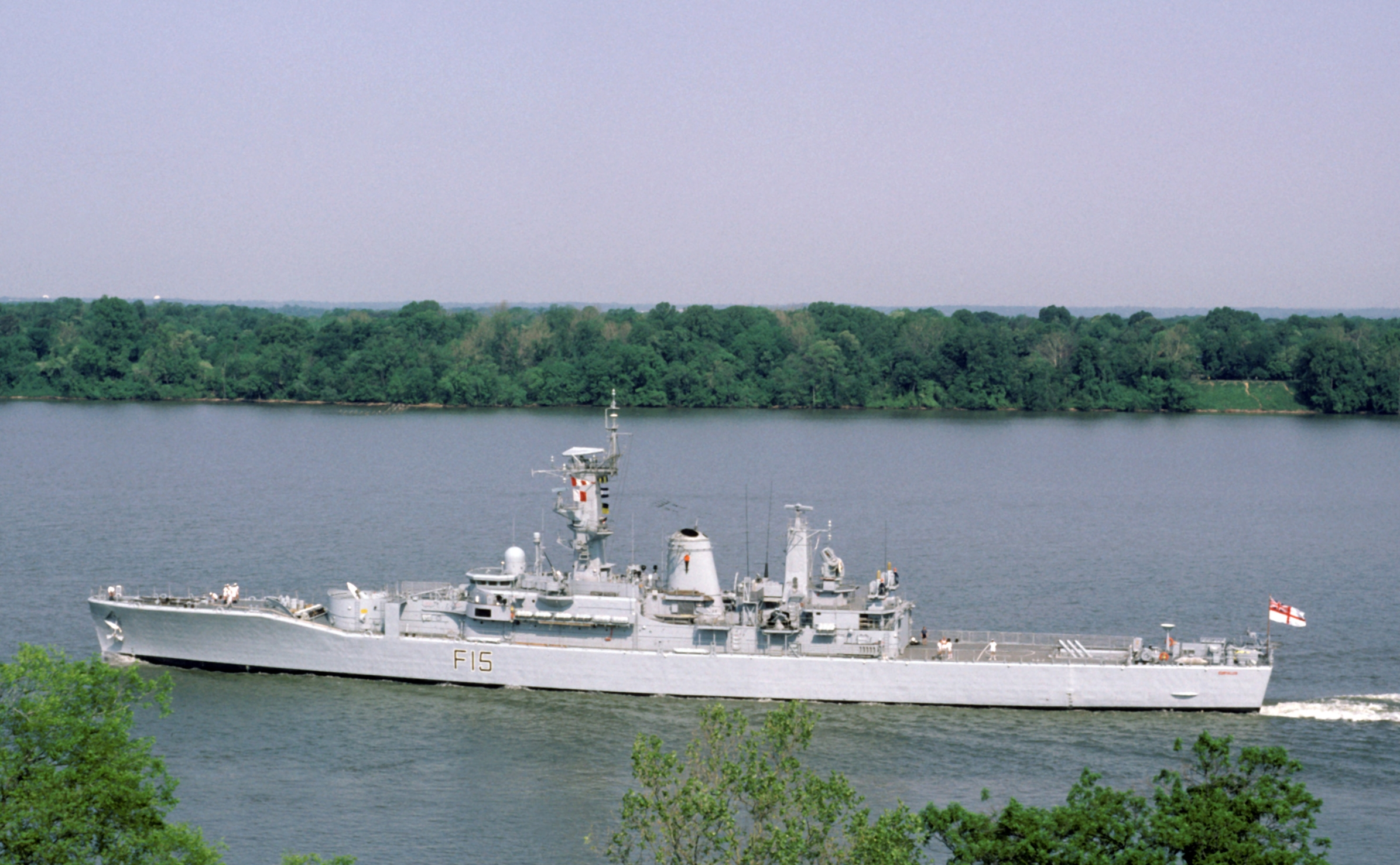
Guild war ferner Waffeningenieuroffizier auf der zur Leander-Klasse gehörenden Fregatte HMS Euryalus.

Nach Abschluss der Studien diente Nigel Guild nacheinander auf Posten der Torpedo-Versuchsstrecke, als Waffeningenieuroffizier auf der zur Leander-Klasse gehörenden Fregatte HMS Euryalus, und dann im Bereich der Studien für zukünftige Waffen (Future Weapons Studies). Nach weiteren höheren Positionen in der operativen Waffentechnik wurde er 1990 zum Kapitän zur See (Captain) befördert und wurde Militärassistent der Chefs der Beschaffung der Verteidigung (Chief of Defence Procurement), Peter Levene (1990 bis 1991) beziehungsweise Malcolm McIntosh (1991 bis 1996). 1996 wurde er im Verteidigungsministerium des Vereinigten Königreichs zum Direktor Kampfsysteme und Ausrüstung (Director Combat Systems and Equipment) der damaligen Einkaufsverwaltung (Procurement Executive), der heutigen Agentur für die Beschaffung von Verteidigungsgütern (Defence Procurement Agency), im neuen Hauptsitz von Abbey Wood im Norden von Bristol ernannt. Mit der Einführung eines Partnering-Systems, das die Streitkräfte und die Verteidigungsindustrie einbezieht, das als „intelligente Beschaffung“ bekannt ist, waren im Verteidigungsgeschäft Veränderungen im Gange. In den Jahren 1998 bis 1999 übernahm er eine führende Rolle bei der anfänglichen Implementierung des intelligenten Beschaffungssystems in der gesamten Defense Procurement Agency.
Im Januar 2000 wurde Guild zum Konteradmiral (Rear-Admiral) befördert und übernahm als Nachfolger von Konteradmiral Peter Spencer die Posten als Dritter Seelord und Controller der Marine (Third Sea Lord and Controller of the Navy) ab und verblieb auf diesem Posten bis Dezember 2003, woraufhin Konteradmiral Richard Cheadle seine Nachfolge antrat. Als Controller of the Navy war er verantwortlich für die Entwicklung und Lieferung aller neuen Ausrüstungsprojekte für die Royal Navy. Für seine Verdienste wurde er 2003 Companion des Order of the Bath (CB).

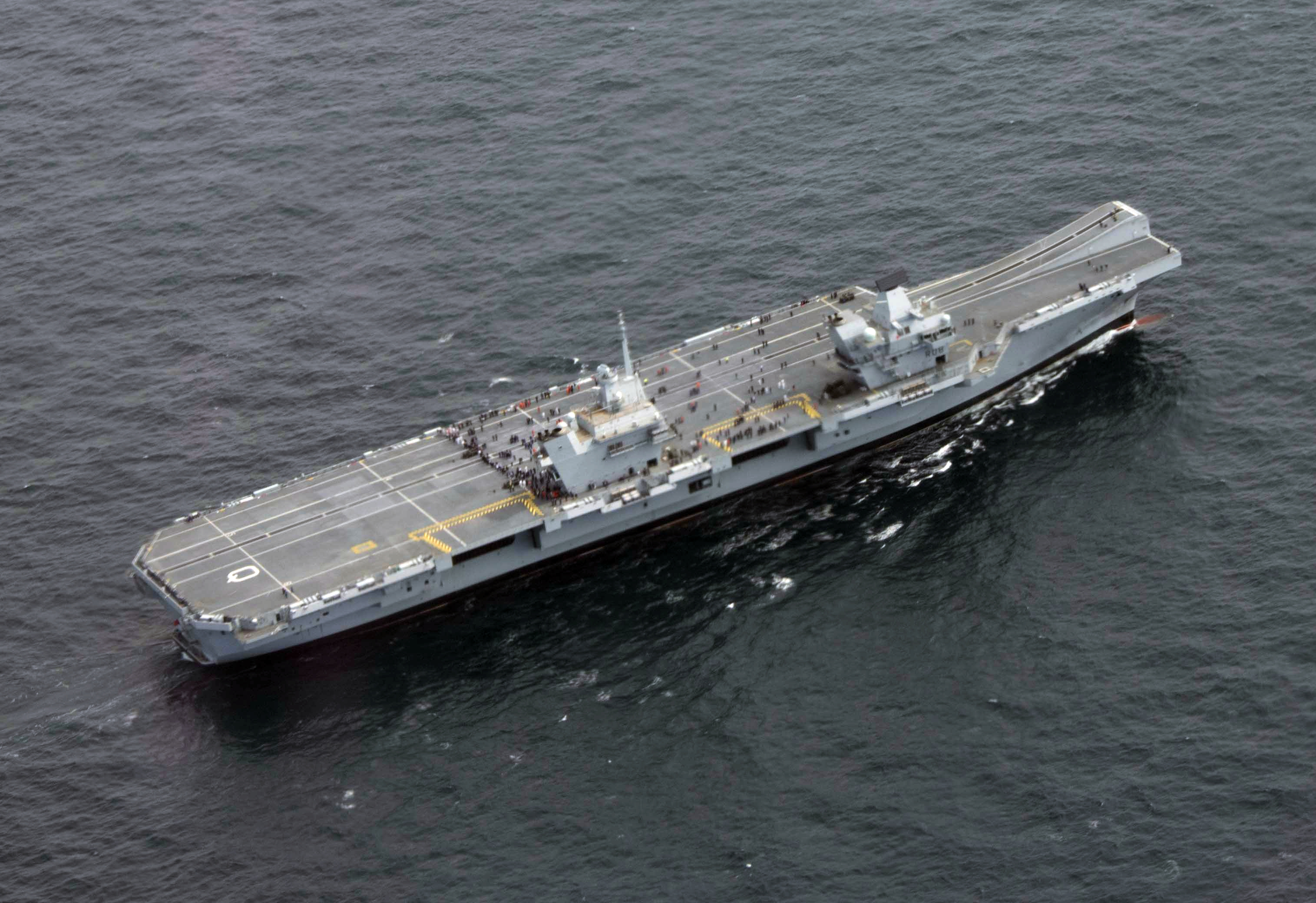
Als Leitender Direktor und Verantwortlicher für die Schlagkraft der Trägerschiffe trug Konteradmiral Nigel Guild die Gesamtverantwortung für die Konzeptentwicklung der neuen großen Flugzeugträger der Royal Navy, Queen Elizabeth und Prince of Wales.

Im Dezember 2003 wurde er Chefingenieur der Marine (Chief Naval Engineer Officer) und war in dieser Eigenschaft an der Entwicklung der Ingenieurausbildung in der Royal Navy beteiligt. Zugleich übernahm er im Dezember 2003 den neu geschaffenen Posten als Leitender Direktor und Verantwortlicher für die Schlagkraft der Trägerschiffe (Capability Director / Senior Responsible Owner (Carrier Strike)). Diese Funktion hatte er bis zu seinem Ausscheiden aus dem aktiven Militärdienst 2009 inne. In dieser Funktion hatte er die Gesamtverantwortung für die Konzeptentwicklung der neuen großen Flugzeugträger der Royal Navy, Queen Elizabeth und Prince of Wales, übernommen. Diese neuen Schiffe sollten die größten und leistungsfähigsten Kriegsschiffe sein, die jemals für die Royal Navy gebaut wurden. Sie verdrängen über 60.000 Tonnen und haben eine maßgeschneiderte Luftgruppe von etwa 40–50 Flugzeugen an Bord. Die Entwicklung dieser Schiffe und der Flugzeuge, die sie transportieren, stellte eines der komplexesten Ingenieurprojekte dar, die in Großbritannien durchgeführt wurden.
Die 2001 veröffentlichte Defense Training Review vertrat eine Politik der zunehmenden Harmonisierung militärischer Ausbildungsstandards und -Qualifikationen mit gleichwertigen zivilen Qualifikationen. Er war stark in den Prozess der Validierung der technischen Ausbildung der Royal Navy für die Anerkennung durch den UK Engineering Council, der Regulierungsbehörde für Ingenieurqualifikationen im Vereinigten Königreich, involviert. Dies soll sowohl Ingenieuroffizieren als auch technischen Schiffsleuten helfen, zivile Qualifikationen zu erlangen, die ihren Übergang in das zivile Leben erleichtern, wenn sie die Royal Navy verlassen, und gleichermaßen der britischen Industrie und dem Handel zugutekommen. Er übernahm auch die Reorganisation der technischen Ratingstruktur und die Schaffung einer modifizierten Trainingsstruktur für diese Ratings. Nach vollständiger Umsetzung dieser Änderungen, können alle technischen Berufssoldaten ein Grundstudium absolvieren, indem sie Credits aus ihren berufsbegleitenden Schulungen ansammeln. Die University of Bristol verlieh ihm am 17. Juli 2006 einen Ehrendoktor der Ingenieurwissenschaften. 2007 wurde er Fellow der Royal Academy of Engineering (FREng). Er ist außerdem Fellow der Institution of Engineering and Technology (FIET), des Institute of Marine Engineering, Science and Technology (FIMarEST), des Institute of Mathematics and its Applications (FIMA) sowie des City and Guilds of London Institute (FCGI).
Nigel Guild ist seit 1971 mit Felicity Guild verheiratet, die als Professorin für Verbundwerkstoffe an der Queen Mary University of London lehrte. Aus dieser Ehe gingen zwei Söhne hervor, wobei der jüngere Sohn ebenfalls Offizier der Royal Navy ist.